# 玉盘桂科
玉盘桂科(Monimiaceae)也叫杯轴花科、香材树科、香材梅科或直接音译为檬立木科，共有18-25属约150-220种，全部都是生长在南半球的植物，有灌木或小乔木，其中最大的属是生长在马达加斯加岛的Tambourissa属，有约50余种。
在南极洲曾经发现最早的杯轴花科植物化石，大约在白垩纪晚期。
分类
- 锡兰绣球花亚科 Hortonioideae
  - 锡兰绣球花属 Hortonia（只有2种，生长在斯里兰卡）
- Mollinedioideae亚科
  - Hedycaryeae族
    - Decarydendron属（3种，生长在马达加斯加）
    - Ephippiandra属（8种，生长在马达加斯加）
    - Tambourissa属（约50种，生长在马达加斯加和马斯克林群岛）
    - Hedycarya属（11种，生长在新喀里多尼亚、新西兰、澳大利亚到斐济一带）
    - Kibaropsis属（只有1种，生长在新喀里多尼亚）
    - Levieria属（9种，生长在澳大利亚的昆士兰州、新几内亚和印尼的苏拉威西岛）
    - Xymalos属（1-3种，生长在非洲苏丹至南非一线的海拔900-2700米的地区）

  - Mollinedieae族
    - Faika属
    - Kairoa属
    - Kibara属
    - Macropeplus属
    - Matthaea属
    - Mollinedia属
    - Parakibara属
    - Steganthera属
    - Tetrasynandra属
    - Wilkiea属

  - Hennecartieae族
    - Hennecartia属

此外还有的分出另外一些属：
- Austromatthaea
- Hedycarya
- Lauterbachia
- Macrotorus
- Monimia
- Palmeria
- Peumus